# Alex Sandro
Alex Sandro, mit vollem Namen Alex Sandro Lobo Silva (* 26. Januar 1991 in Catanduva), ist ein brasilianischer Fußballspieler. Der Linksverteidiger stand zuletzt von 2015 bis 2024 beim italienischen Rekordmeister Juventus Turin unter Vertrag.

## Karriere

### Verein
Alex Sandro spielte in seiner Jugend für Athletico Paranaense. Sein Debüt bei den Profis gab er am 18. Oktober 2008 gegen den SC Internacional, welches aber 1:2 verloren wurde. In dieser Saison blieb es auch sein letzter Einsatz im Profiteam. Er spielte wieder beim B-Team von Paranaense. In der nächsten Saison kam Alex Sandro zu mehr Einsätzen. Im Februar 2010 wechselte er zum uruguayischen Verein Deportivo Maldonado. Ohne ein Spiel zu bestreiten, wurde er zum FC Santos zurück nach Brasilien an den FC Santos ausgeliehen. Bei Santos wurde er in 30 Spielen eingesetzt. Zudem gewann er 2011 unter Muricy Ramalho die Copa Libertadores. Im Juni 2011 kehrte Alex Sandro wieder nach Maldonado zurück. Noch im selben Jahr wechselte er nach Europa zum portugiesischen Traditionsverein FC Porto. Für ihn wurde eine Ablösesumme von 10,3 Millionen Euro bezahlt. Seine Ausstiegsklausel wurde auf 50 Millionen Euro festgeschrieben. Alex Sandro besaß einen Vertrag bis zum 30. Juni 2016.
Am 20. August 2015 wechselte Alex Sandro für 26 Millionen Euro zum italienischen Rekordmeister Juventus Turin. Er unterschrieb einen Fünf-Jahres-Vertrag und gab sein Debüt in der Serie A am 12. September 2015 bei einem 1:1-Unentschieden gegen Chievo Verona. Ende Dezember 2018 wurde bekanntgegeben, dass sein Vertrag vorzeitig bis Ende 2023 verlängert wurde. Im Sommer 2024 lief sein Vertrag in Turin aus und Alex Sandro verließ den Verein nach 9 Jahren.

### Nationalmannschaft
Mit der brasilianischen U20-Auswahl gewann Alex Sandro Anfang 2011 die U20-Südamerikameisterschaft und später im Sommer desselben Jahres auch die U20-Weltmeisterschaft, wobei er dort während des Turniers jedoch nur zu einem Einsatz kam. 
Am 10. November 2011 debütierte Alex Sandro unter Mano Menezes in der brasilianischen A-Nationalmannschaft, als er im Freundschaftsspiel gegen Gabun in der zweiten Halbzeit für Fábio eingewechselt wurde. Bis 2022 bestritt er insgesamt 40 Spiele für die Seleção. 
2012 nahm er mit der Olympiamannschaft an den Olympischen Spielen in London teil, bei denen Brasilien im Finale mit 1:2 der mexikanischen Mannschaft unterlag. Alex Sandro kam in drei von sechs Spielen zum Einsatz, unter anderem im Finale.
Nachdem er zunächst seit September 2012 zu keinem weiteren Länderspieleinsatz mehr gekommen war, berief ihn Nationaltrainer Tite ab Sommer 2017 wieder regelmäßig in den Kader der Mannschaft, wobei er jedoch für die Weltmeisterschaft 2018 nicht berücksichtigt wurde. Anschließend kehrte er wieder in die Mannschaft zurück und stand im folgenden Jahr auch im Kader für die Copa América im eigenen Land, bei der das Team den Titel gewinnen konnte. Dabei wurde Alex Sandro zweimal eingewechselt und stand im Halbfinale und Finale in der Startelf. 2021 nahm er mit der Mannschaft erneut an dem Turnier teil, unterlag diesmal jedoch im Finale der argentinischen Auswahl. Ein Jahr später gehörte er auch dem brasilianischen Kader für die Weltmeisterschaft 2022 an und bestritt dort drei der fünf Spiele, ehe das Team im Viertelfinale gegen Kroatien ausschied.

## Erfolge
Nationalmannschaft
- Olympisches Fußballturnier: Silbermedaille 2012
- U20-Weltmeister: 2011
- U20-Südamerikameister: 2011
- Copa América: 2019

Athletico Paranaense
- Staatsmeisterschaft von Paraná: 2009

FC Santos
- Copa Libertadores: 2011
- Copa do Brasil: 2010
- Staatsmeisterschaft von São Paulo: 2009, 2010

FC Porto
- Portugiesische Meisterschaft: 2011/12,  2012/13

Juventus Turin
- Italienische Meisterschaft (5): 2015/16, 2016/17, 2017/18, 2018/19, 2019/20
- Italienischer Pokalsieger (5): 2015/16, 2016/17, 2017/18, 2020/21, 2023/24
- Italienischer Supercupsieger: 2018, 2020

Flamengo
- Copa do Brasil: 2024
- Supercopa do Brasil: 2025
- Staatsmeisterschaft von Rio de Janeiro: 2025

Auszeichnungen
- Team des Jahres der Serie A: 2017, 2018